# Pablo Aguilar Bermúdez
Pablo Aguilar Bermúdez (Granada, 9 febbraio 1989) è un cestista spagnolo.

## Carriera
Con la Spagna ha disputato due edizioni dei Campionati europei (2013, 2015).

## Palmarès
- Campionato spagnolo: 1

Real Madrid: 2006-07
- Supercoppa spagnola: 1

Gran Canaria: 2016
- Eurocup: 1

Valencia: 2013-14